# Цофнас, Арнольд Юрьевич
Арнольд Юрьевич Цофнас (5 сентября 1937, Фрунзе — 26 сентября 2014, Одесса) — советский и украинский философ, специалист по философии и методологии науки, а также общей теории систем, ученик Уемова Авенира Ивановича, доктор философских наук, профессор, автор более 150 научных и методических публикаций на украинском, русском, английском, болгарском, польском языках, научный руководитель ряда аспирантов.

## Биография
Родился 5 сентября 1937 года в г. Фрунзе (ныне г. Бишкек) Киргизской ССР, в 1959 г. окончил исторический факультет Среднеазиатского государственного университета, а затем в 1972 г. аспирантуру (под руководством проф. А. И. Уёмова) при кафедре философии Одесского государственного университета им. И. И. Мечникова. В 1973 г. защитил кандидатскую диссертацию на тему «Философский смысл понятия относительности». В 1999 г. в Институте философии им. Г. С. Сковороды Национальной академии наук Украины защитил докторскую диссертацию по специальности «философия науки» на тему: «Системный подход к анализу гносеологических проблем».
С 1962 года, на протяжении 50 лет, А. Ю. Цофнас преподает философию в вузах — сначала в Ташкенте, а с 1965 г. — в Одессе. Он работал в Одесском электротехническом институте им. А. С. Попова (ныне Национальная академия связи), а в 1973 году, после защиты кандидатской диссертации, пришел работать в Одесский политехнического институт. Здесь он прошел путь от преподавателя до заведующего кафедрой философии. С 1991 г. в течение 12 лет Арнольд Юрьевич работал доцентом, а затем ведущим научным сотрудником кафедры философии и основ обще-гуманитарного знания Одесского государственного (ныне — национального) университета им. И. И. Мечникова и в этот период защитил докторскую диссертацию. В 2003 г. проф. Цофнас вернулся работать в Одесский национальный политехнический университет (ОНПУ), где и работал в должности заведующего кафедрой философии и методологии науки. Общий стаж его работы в ОНПУ составляет 26 лет.
На протяжении своей преподавательской работы А. Ю. Цофнас читал различные курсы и спецкурсы студентам и аспирантам — по философии, истории философии, методологии научного познания, основам системных исследований, логики, этики, философии права. Его лекции отличаются высоким педагогическим мастерством и творческим подходом к анализу фунда-ментальных проблем. После его лекций некоторые студенты нефилософских специальностей пожелали заниматься философией профессионально. Он ав-тор оригинальных учебных пособий, которые пользуются популярностью у студентов и аспирантов, — «Що таке знання», «50 терминов по методологии познания» (выпущено 2 издания), «Гносеология» (2 издания, в 2007 г. удостоена диплома на международном конкурсе учебников), «Философский минимум бакалавра», "Философия. Ч.1. Предмет философии. Онтология. Один из учебников — «Общая теория систем для гуманитариев» (подготовлен в соавторстве с А. И. Уёмовым и И. Н. Сараевой) был издан Варшавским университетом.
Профессор Цофнас — член специализированного совета по защите докторских диссертаций при Одесском национальном университете, член ред-коллегии нескольких научных журналов, в частности, «Известия Уральского государственного университета. Серия — 3. Общественные науки».
Результаты научной работы А. Ю. Цофнаса отображены в ряде его книг (в частности, в монографии 1999 года «Теория систем и теория познания») и статей, а в краткой форме представлены в справочных изданиях: Логика: Библиографический справочник (Россия — СССР — Россия). — СПб, 2001; Алексеев П. В. Философы России XIX—XX столетий. Биографии, идеи, труды.- М., 2002; Его же. Философы России начала XXI столетия: Биографии, идеи, труды: энциклопедический справочник. М., 2009; Наукова еліта Одещини. — Ч. 1.- Одеса, 2005. Он принимал участие во многих международных конгрессах, конференциях, симпозиумах, в частности, в работе XIX Всемирного философского конгресса, в научных мероприятиях международного характера в России, Болгарии, Польши.

## Основные публикации
- 1. Абсолютне і відносне у відношенні «суб'єкт — об'єкт» // Філософські про-блеми. сучасного природознавства. — Вип.16-17. — К.: Вид. КДУ, 1969.
- 2. Про характер філософського та фізичного релятивізму // Філософські проблеми сучасного природознавства. — Вип. 22. — Київ: Вид. КДУ, 1971.
- 3. Модифікації принципу релятивізму залежно від онтологічних переду-мов. // Філософські проблеми. сучасного природознавства. — Вип.26. — К.: Вид. КДУ, 1972.
- 4. Форми відносності й оцінка ступеня загальності системного дослі-дження // Філософські проблеми сучасного природознавства. — Вип. 27. — Київ: Вид. КДУ, 1972.
- 5. Системный метод и его место в современном естествознании // Пробле-мы философии и методологии современного естествознания.- М.: Наука, 1973.
- 6. Формальное выражение онтологических утверждений // Философские на-уки.- 1973.- № 3. (Соавтор — Уёмов А. И.).
- 7. Понятие системного синтеза и проблема реальности // Труды Томского университета.- Т.256. Проблемы методологии и логики науки. Вып.7.- Томск: Изд. ТГУ, 1974. (Соавторы — Могиленко А.Р, Оганисян М. С.).
- 8. До критики операціонализму // Філософські проблеми сучасного природо-знавства. — Вип. 40.- Київ: Вид. КДУ, 1976. (Соавтор — Афанасьев А. И.).
- 9. О парадоксальности в определении понятия «система» // Системные ис-следования. Ежегодник. 1977.- М.: Наука, 1977.
- 10. Соотношение понимания и объяснения в естествознании // Философские проблемы современного естествознания.- Вып. 45. — Киев: Вища школа, 1978. (Соавтор — Афанасьев А. И.).
- 11. Обяснението и разбирането от системна гледна точка // Философска мисъл.- Кн. 12: София, 1979. (На болг. яз.).
- 12. Понимание и объяснение как научные процедуры и их формализация в языке тернарного описания // Системный метод и современная наука.- Вып.6.- Ново-сибирск: НГУ. — 1980. (Соавторы — Терентьева Л. Н. Уёмов А. И.).
- 13. К проблеме выражения структуры понимания и объяснения в рамках единого языка // Философские науки. — № 2 — М.,1981. (Соавтор — Уёмов А. И.).
- 14. Логические методы и формы научного познания. — (Гл. 10. Системный ме-тод).- Киев: Вища школа.- 1986. (Соавтор — Уёмов А. И.).
- 15. Theory-system approach to determining an object and criterion of under-standing // Abstracts. VIII International Congress of Logic, Methodology and Philosophy of Science.- 4, P. 2.- Section 6. General methodology of science. — М.: Наука, 1987. (На англ. яз.).
- 16. Формальный анализ принципа универсальности системного подхода // Философские науки.- 1988. — № 11. (Соавтор — Уёмов А. И.).
- 17. Гносеологические основания единства объясняющей и понимающей функций научной теории // Проблемы философии.- Вып. 78.- Мировоззренческие и методологические проблемы взаимосвязи теории и практики.- Киев: КДУ, 1988. (Соавтор — Афанасьев А. И.).
- 18. Объект, субъект и критерий понимания // Проблема метода в социально-гуманитарном познании. — М.: Институт философии АН СССР, 1989.
- 19. Рациональный критерий понимания // Когнитивные аспекты научной рацио-нальности.- Фрунзе: Кирг.ун-т, 1989.
- 20. Творчество: от абдукции к фрейму и системотворчеству // Проблемы на-учного творчества.- Одесса: Изд. ОПИ, 1992.
- 21. Степень креативности // Теория, методология и практика научного и техниче-ского творчества.- Одесса: ОПУ, 1993.
- 22. Апо-логики: 1)Одиннадцатая заповедь, или апология дурака; 2)Апология женской логики, или двенадцатая заповедь // Человек.- № 6. — М., 1993. (Под псевдо-нимом К. О. Дымский).
- 23. Соотношение понятий знания, понимания и веры как область интер-претации языка тернарного описания // XIX World Congress of Philosophy. Book of abstracts.- Vol. 1.- М., 1993.
- 24. Комплементарність світогляду і світорозуміння // Філософська і соціологі-чна думка. — 1995.- № 1-2.- С. 5-22. (Укр. яз.); См. также: Комплементарность мировоз-зрения и миропонимания // Философская и социологическая мысль.- 1995.- № 1-2. (Рус. яз.).
- 25. Личность в науке на фоне экономического кризиса // Вестник Одесского гос. университета. — Вып.1.- 1995. (Соавтор — Уёмов А. И.).
- 26. Является ли задача понимания классификационной // Современная логи-ка: проблемы теории, истории и применения. — С-Пб ГУ, 1998.
- 27. Идея универсализма и системный подход // Wspólnotowość, Regionalizm, Globalizm.- Warszawa, 1998.
- 28. Теория систем и теория познания.- Одесса: Астропринт, 1999.- 308 с.
- 29. (Рецензии на книгу : 1) Новик И. Б. Философские исследования.- Москва.- 2001.- № 1; 2) Бажанов В. А., Долгова О. А. Теория познания на пороге XXI века. Системный анализ.// Универси-тетская книга.- 2001.- № 3; 3) Уйомов А. Застосування загальної теорії систем у гносеології // Фі-лософська думка. — 2001. — № 5).
- 30. (Реферат книги: Казарян В. П., Лепилин С. В. // Социальные и гуманитарные науки: Отече-ственная и зарубежная литература. Серия 3. Философия. Реферативный журнал.- 2001.- № 4.- М.: РАН.).
- 31. Системний підхід та його альтернатива // Вісник Одеського державного уні-верситету. — Т.4. — Вип. 2. Гуманітарні науки: історія, філософія, психологія, право. — Оде-са, 1999. — С. 45-48.
- 32. Понимание как моделирование // Наукове пізнання. Методологія та техноло-гія. — Вип. 1-99(3). — Одесса, 1999.
- 33. Присутствующая структура // Философские науки.- № 4.-М., 2000.
- 34. Возможен ли универсализм как научная концепция // Wspólnotowość i Postawa Uniwersalistyczna. Roczniki PTU.- nr 2/2000-2001.
- 35. Християнська мораль і право з системної точки зору // Філософськи по-шуки. — Вип. XI—XII.- ІФЛІС-ЛФС «Cogito», Вид. «Центр Європи». — Львів — Одеса — Хме-льницький, 2001.
- 36. Общая теория систем для гуманитариев. Учебное пособие. — Warszawa: Uniwersitas Rediviva, 2001.- 276 c. (Соавторы — Уёмов А. И., Сараева И. Н.). — 276 с.
- 37. Дивлячись на пейзаж, мальований чаєм // Філософська думка. — № 5.- М., 2001.
- 38. Пять способов философствования // Перспективи. — 2001. — № 3 (15).
- 39. Писатель и читатель: эволюция любви // Философские науки. — № 2.- М., 2002.
- 40. Структура элементарных понятий // Современная логика: проблемы теории, истории и применения в науке. — СПб., 2002.
- 41. Понятие философской категории: опыт уточнения в языке тернарного описания // Философские науки. — № 3. — М., 2002.
- 42. Що таке знання. Методичні рекомендації. — Одеса: Астропринт, 2002. — 31 с.
- 43. Опыт рационального анализа одного эпистемологического суждения Ф. М. Достоевского // Філософськи пошуки. — Вип. XIII. — Львів-Одеса: Вид. «Центр Європи». — 2002.
- 44. Магнетизм и другие диспозициональные системные параметры // Перс-пективи.- № 4 (20).- 2002.
- 45. 50 терминов по методологии познания. Краткий словарь-справочник. — Оде-са: Астропринт, 2003. — 44 с.; На укр. яз.: 50 термінів з методології пізнання. Стис-лий словник-довідник з методичними рекомендаціями і коментарями. — Одеса: Астро-принт, 2003. — 40 с.
- 46. Категориальный и некатегориальный смыслы понятия бытия // Byt i jego pojęcie. — Wydawnictwo Universytetu Rzeszowskiego.- Rzeszow, 2003.
- 47. Об адекватности логического анализа философскому рассуждению // Вопросы философии.- № 5.- М., 2004. (Соавтор — Леоненко Л. Л.).
- 48. Типы научных проблем // Современная логика: проблемы теории, истории и применения в науке. — С-Пб ГУ, 2004.
- 49. Анекдот от Рабиновича в системном измерении // Δόξα / ДОКСА. — Вип. 7. Людина на межі смішного і серйозного. — Одеса. — 2005.
- 50. Диалог, диалектика, и гармонизация культур // Materialy VII Międzynarodoweeej Konferencji "Twórczość i dialog — teoria i praktyka. Intelektualiści i młoda inteligencja w Europie przemian. — Warszawa, 11-13 października 2004 roku. (Соавтор — Ов-чинникова А. П.).
- 51. Творческий диалог в науке и искусстве // Materialy VII Międzynarodoweeej Konferencji «Twórczość i dialog — teoria i praktyka. Intelektualiści i młoda inteligencja w Europie przemian». — Warszawa, 11-13 października 2004 roku. (Соавтор — Овчинникова А. П.).
- 52. Может ли теория познания стать теорией // Философия и будущее цивили-зации. — Т. 1.. — М.: Современные тетради, 2005.
- 53. Гносеология. Учебное пособие. — Киев: Алерта, 2005. — 232 с. (Изд. 2-е, испр. и доп. — Одесса: Наука и техника, 2011).
- 54. Печаль Фукуямы в пространстве аксиологических координат // Вопросы философии. -№ 11. -М., 2005.
- 55. Путь к универсализму // Wspólnotowość i Postawa Uniwersalistyczna. Roczniki PTU.- nr 4 / 2004—2005.
- 56. «Диалектические» системы // Современная логика: проблемы теории, истории и применения в науке. — СПб, 2006.
- 57. Философский минимум бакалавра. — Одесса: Наука и техника, 2007. (Изд. 2-е, перераб.- Одесса: Наука и техника, 2011).
- 58. Границы универсализма // Postawa universalistyczna przesłanki, zasady, formy, wartości i ograniczenia: Warszawa: PTU, 2007.
- 59. Методологические диалоги на фоне глобализации. Виртуальный фо-рум // Известия Уральского государственного университета. Серия 3. — 2007. — № 54. — Общественные науки.- Вып. 3. (В соавт. с Овчинниковой А. П.).
- 60. Структурная и натуральная онтология // Вестник Одесского национального университета. — 2007. -Т. 12. Вип. 13. Філософія.
- 61. Системный подход и диалектика: Мысли на лестнице // Вестник Одес-ского национального университета. — 2007. -Т. 12. Вип. 15. Філософія.
- 62. Методология познания: 50 терминов. Краткий словарь-справочник с мето-дическими указаниями и комментариями. — Москва: Изд-во МГУЛ, 2008. — 58 с. (После-словие и указатели — проф. В. И. Фалько).
- 63. Параметрическая общая теория систем и её применения: Сб. трудов к 80-летию А. И. Уёмова/ Общая редакция, Предисловие, 3 авторских статьи. — Одесса: Астро-принт, 2008.
- 64. Порождающая грамматика и язык тернарного описания // Современная логика: проблемы истории, теории и применения в науке. — СПб, 2008.- С. 401—403.
- 65. Системный подход к анализу понимания и его видов // Мировоззренче-ские и философско-методологические основания инновационного развития современного общества: Беларусь, регион, мир.- Минск: Право и экономика, 2008.
- 66. Философия. Ч. 1. Предмет философии. Онтология. — Одесса: Наука и тех-ника, 2009. — 196 с.
- 67. Структурная онтология, математика и системный подход // Философия математики: актуальные проблемы. — М.: МАКС Пресс, 2009. — С. 149—159.
- 68. Аспекты понимания финансового кризиса // Вопросы философии. -№ 11. -М., 2009. — С. 53-60.
- 69. Системный характер парадигм. // Вісник Одеського національного університету. Т. 14, Вип. 21. Філософія. 2009.
- 70. Глобальный экономический кризис через призму ума, мудрости и фан-тазии // Wspólnotowość i Postawa Uniwersalistyczna. Roczniki PTU.- nr 6 / 2008—2009. (На польском яз: Globalny kryzys economiczny widziany przez pryzmat rozumy, madrości i wyobraźni // Uniwersalizm i Twórrczość. / Redaccja Jan Łaszcyk.- Warszawa, 2009.
- 71. Уточнение понятия парадигмы в языке тернарного описания // Совре-менная логика: проблемы теории и истории. Материалы XI Международной научной кон-ференции. СПб, 24-26 июня 2010 г.- СПб, 2010.
- 72. Сумма аксиологии // Философские основы инновационного развития образова-ния и воспитания. Сб. науч. трудов.- Минск: Право и экономика, 2010.
- 73. Экологический и аксиологический аспекты понимания глобального кризиса // Лесной вестник. Вестник Московского государственного университета леса. Научно-информационный журнал.- 2011.- № 2 (78).
- 74. Гуманитарные науки — это науки? // Гуманітарно-наукове знання: становлен-ня парадигми: Матеріали міжнар. наук. конф.; 7-8 жовтня 2011 р. — Чернівці: Чернівецький. націон. ун-т, 2011.